# 권대임
권대임(權大任, 1595년 12월 24일(음력 11월 24일) ~ 1645년 12월 13일(음력 10월 26일))은 조선 중기의 문신이자 서예가이다. 자는 홍보(弘輔), 본관은 안동이다. 선조의 딸 정선옹주와 결혼했으며 글씨를 잘 썼다. 선조의 막내딸 정화옹주의 남편 동창위(東昌尉) 권대항(權大恒)은 재종동생이다.

## 생애
예조판서 권협(權悏)의 손자이자 권신중(權信中)의 아들로 어머니는 조선 제4대 임금인 세종대왕(世宗大王)의 아들 광평대군(廣平大君)의 7세손인 전주이씨(全州李氏)이다. 1604년 정선옹주와 혼인해 길성위에 봉해졌다. 서예에 뛰어나 장인어른인 선조로부터 총애를 받았으며, 1618년에는 한효순, 이이첨 등이 인목대비 폐모론을 주장할 때 함께 정청에 나아갔다. 인조 때 이괄의 난이 일어났을 때에는 능양군을 호종하였다. 1635년(인조 13년) 선무공신 3등이었던 권협의 적손이라는 이유로 길성군(吉城君)에 봉해졌고, 병자호란 때에는 남한산성으로 피난을 가는 어가를 수행하였다. 그밖에 도총관 등을 역임하였고, 1645년 12월 13일(인조 23년 음력 10월 26일) 향년 51세를 일기로 죽었다.